# آنا غلاسيه
أنابيل «آنا» فرانسيس غلاسيه (بالإنجليزية: Annabelle "Anna" Frances Glasier)‏، الحاصلة على رتبة الإمبراطورية البريطانية وزمالة الكلية الملكية لأطباء النساء والتوليد، هي طبيبة إنجليزية في مجال طب الإنجاب. تعتبر غلاسيه خبيرة عالمية في مجال منع الحمل في حالات الطوارئ، وكان عملها فعالًا في جعله متاحًا في المملكة المتحدة وبلدان أخرى دون الحاجة لوصفة طبية.

## تعليمها
تخرجت غلاسيه في عام 1973 من جامعة بريستل بدرجة بكالوريوس العلوم. ثم التحقت بجامعة إدنبرة وتخرجت بدرجة بكالوريوس الطب والجراحة في عام 1976. تخصصت غلاسيه في أمراض النساء والتوليد، وعملت تحت إشراف ألان تمبليتون. حصلت على الدكتوراة في عام 1983، وكانت أطروحتها عن الآليات الهرمونية الكامنة وراء العقم والرضاعة.

## الحياة المهنية
أصبحت غلاسيه في عام 1989 عالمًا سريريًا بوحدة البيولوجيا الإنجابية في مجلس البحوث الطبية ، وشغلت منصب مدير إدارة تنظيم الأسرة وخدمات رعاية المرأة في مستشفى لوثيان من 1990-2010، وكانت طبيبة رائدة للصحة الجنسية. شملت تخصصاتها البحثية الصحة الإنجابية، ويُعترف بإسهاماتها عالميًا في مجال وسائل منع الحمل في حالات الطوارئ.
عملت غلاسيه مع المنظمات الدولية، بما في ذلك مجلس السكان في نيويورك، ومنظمة الصحة العالمية، حيث ترأست الفريق الاستشاري العلمي والتقني لبرنامج الإنجاب البشري من 2004 إلى 2008.
حصلت غلاسيه على منصب أستاذة فخرية في كلية لندن للصحة والطب الاستوائي وإدارة الصحة العامة والسياسة، وأستاذ فخري في مركز الصحة الإنجابية بجامعة إدنبرة.

## الجوائز والتكريم
- رتبة الإمبراطورية البريطانية للخدمات الصحية للمرأة، 2005[10]
- دكتوراه فخرية في القانون من جامعة دندي، 2006[4][11]
- جائزة الإنجاز مدى الحياة، جمعية تنظيم الأسرة، 2012
- خريجة فخرية من جامعة أبردين، 2014[12]
- زميل الجمعية الملكية في إدنبرة، 2015[3][13]
- زميل الكلية الملكية لأطباء النساء والتوليد

## حياته الشخصية
آنا علاسه هي ابنة فيليب غلاسير وأختجميما باري جونز، المشهوران بعملهما «الطيور الجارحة».

## وصلات خارجية
- قالب:History of Modern Biomedicine Research Group ID